# Rudolf Brüggemann
Rudolf Brüggemann (* 9. Januar 1860 in Salzdetfurth; † 7. Februar 1942 in Singen (Hohentwiel)) war ein deutscher Chemiker und Unternehmer, der als Generaldirektor der Maggi-GmbH in Singen (Hohentwiel) bekannt wurde.

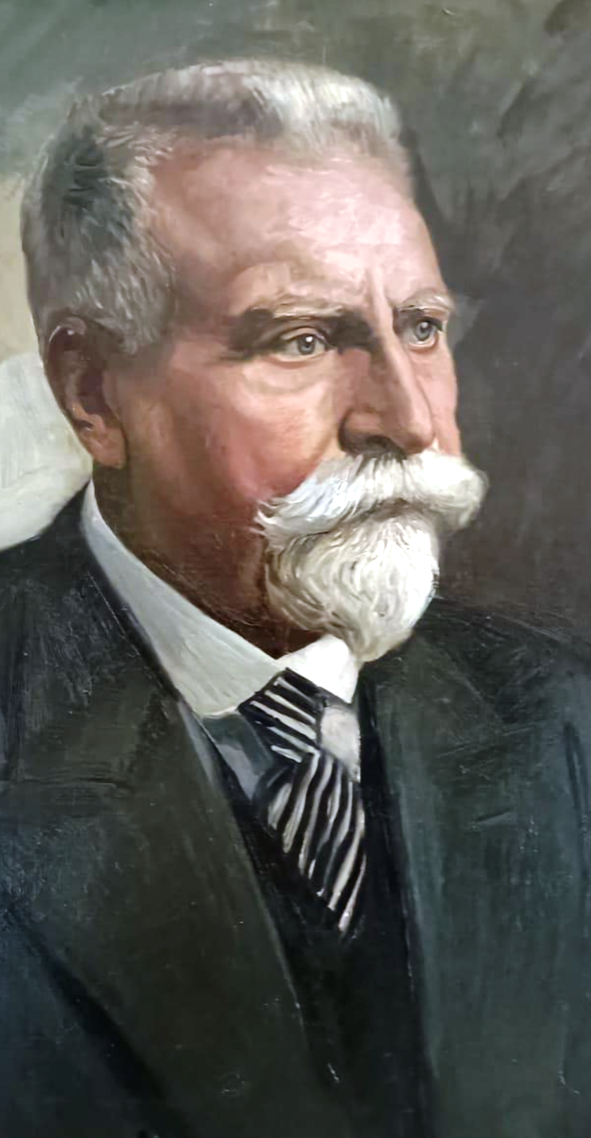
Gemälde aus dem Familienbesitz

## Leben
Er stammte aus der preußischen Provinz Sachsen und war der Sohn des Schuhmachermeisters August Brüggemann und dessen Frau Friedericke. Nach dem Besuch der Volksschule und des Gymnasiums studierte er vier Jahre lang Chemie und Pharmazie an der Universität Jena. Dort blieb er nach dem Studium zwei Jahres als Assistent. 1886 legte Rudolf Brüggemann das Staatsexamen ab und im Jahre 1888 promovierte er zum Dr. phil. In den 1880er-Jahren veröffentlichte er seine Doktorarbeit unter dem Titel Ueber die Einwirkung von Natrium auf den Aethyläther der normalen und der iso-Buttersäure. Im Anschluss wurde er Betriebschemiker bei der Firma Boehringer & Söhne in Mannheim. Im September 1904 wechselte er als Leiter an die Maggi-Fabrik nach Singen am Hohentwiel in Baden. Dort blieb er "Betriebsführer" bis 1939. Fast achtzigjährig, erhielt er zu seiner Verabschiedung am 30. Dezember 1939 als Geschenk eine Büste des Führers und ein Exemplar von "Mein Kampf".

## Ehrungen
- 1930 Ehrenbürger der Stadt Singen
- Verleihung des Titels Kommerzienrat